# Yuval Avidor
Yuval Avidor (Israel, 19 de octubre de 1986), futbolista israelí. Juega de delantero y su actual equipo es el Hapoel Nazareth Illit de la Liga Leumit de Israel.

## Clubes
| Club                       | País   | Año       |
| -------------------------- | ------ | --------- |
| Hapoel Haifa               | Israel | 2004-2007 |
| Hapoel Ironi Kiryat Shmona | Israel | 2007-2011 |
| Maccabi Tel Aviv (cedido)  | Israel | 2009-2011 |
| Hapoel Haifa(cedido)       | Israel | 2011      |
| Hapoel Haifa               | Israel | 2011-2014 |
| Hapoel Acre Football Club  | Israel | 2014-2015 |
| Maccabi Netanya            | Israel | 2015-2016 |
| Bnei Sakhnin               | Israel | 2016-2017 |
| Maccabi Petah Tikva        | Israel | 2017-2018 |
| Bnei Sakhnin               | Israel | 2018      |
| Hapoel Ramat Gan           | Israel | 2018-2019 |
| Hapoel Nazareth Illit      | Israel | 2019-     |